# グローバル・ヴィレッジ・テレコム
グローバル・ヴィレッジ・テレコム（Global Village Telecom、略称GVT）は、ブラジルの通信業者である。固定電話とブロードバンドをVoIP回線を供給している。
2009年現在、ブラジルの14州及びブラジリアにおいてサービスを提供している。2007年には、サンパウロ証券取引所に株式公開を果たした。ブラジリア、サンパウロ、リオデジャネイロ市といったブラジルを代表する大都会のみならず、2007年にはベロオリゾンテで、2008年にはミナスジェライス州のコンタジェンとベティム、バイーア州のサルヴァドールで、2009年にはヴィトーリア、ヴィラ・ヴェーリャでもサービスを開始した。